# 氢化铟
三氢化铟是一种无机化合物，化学式 (InH
3)n。三氢化铟并不溶于所有溶剂。此外，它在标准情况下不稳定。氢化铟在基质分离和激光烧蚀实验中已观察到。 气态氢化铟的稳定性也被预测。 它的红外线光谱已由氢气气氛下，气态铟的激光烧蚀获得。三氢化铟是一种硼族元素的氢化物，没有实际用途。

## 化学性质
固态 InH3 为三维的聚合物结构，其中In原子以 In-H-In 的形式键接。 这种结构也可以在AlH3中找到。  当加热到 −90 °C时，三氢化铟会分解成铟氢合金和氢气。

## 其它铟的氢化物

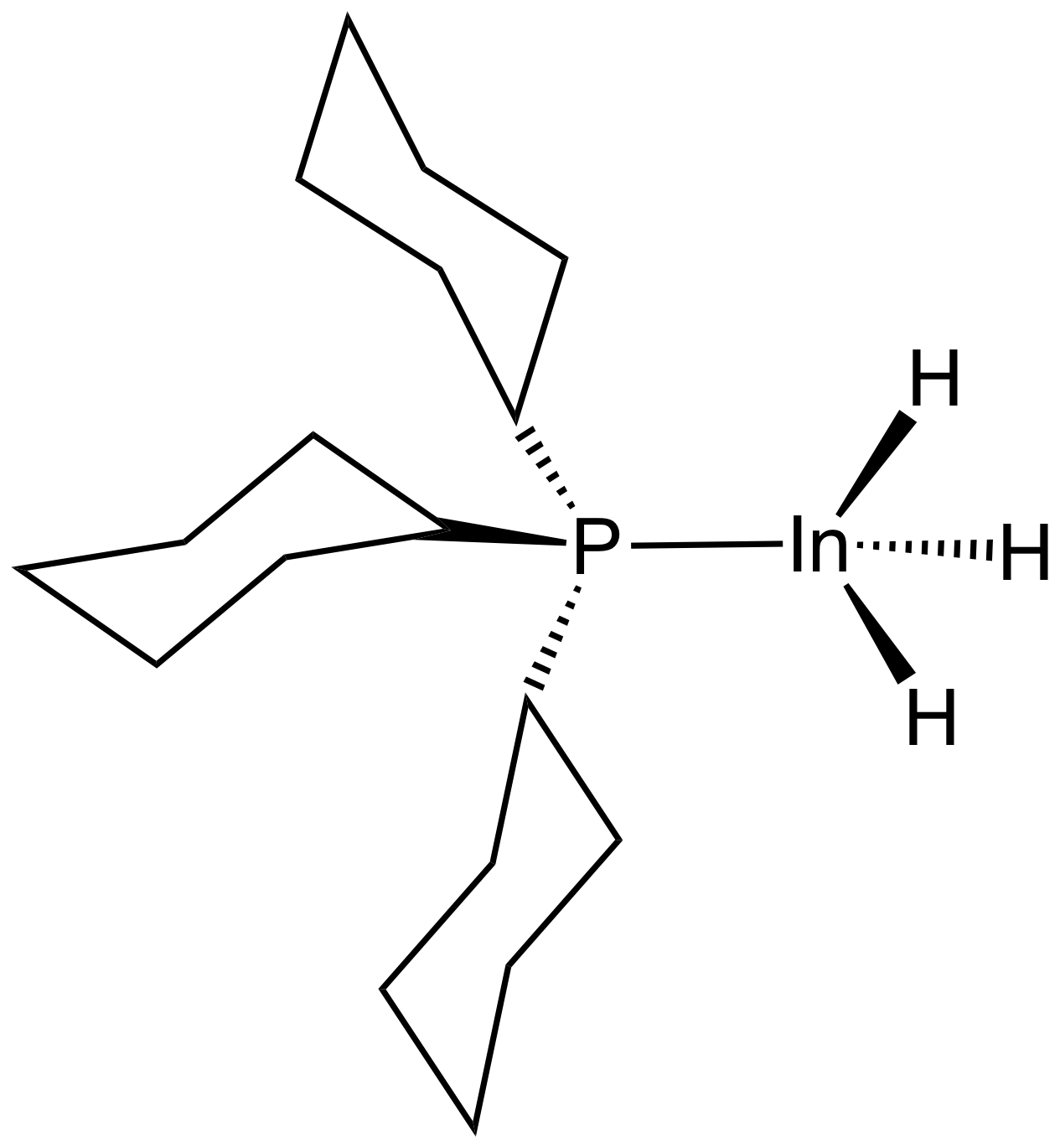
InH_{3} 和三环己基膦的加合物

一些含有 In-H 键的化合物已被报告。 这些例子包含三氢化铟的两个氢原子被其它基团代替而成的 K3[K(Me2SiO)7][HIn(Me3CCH2)3]4 和 HIn(2-Me2NCH2-C6H4)2。
尽管 InH3 本身是不稳定的，它的加合物 InH3Ln (n = 1 或 2)是已知的。
1:1 的胺加合物可以由 LiInH4 和三烷基铵盐反应而成。三甲胺配合物只在 −30 °C 下或稀释溶剂下稳定。 1:1 和 1:2 的三环己基膦(PCy3) 配合物已被发现，其中 In-H 键长平均为 168 pm。 三氢化铟也可以和NHC形成加合物。